# Haplosciadium
Haplosciadium es un género monotípico perteneciente a la familia botánica Apiaceae. Su única especie: Haplosciadium abyssinicum es originaria de Abisinia. 

## Descripción
Tiene una raíz fusiforme. Tallo muy corto. Hojas estrechamente oblongas, de 2-3 cm de largo y cerca de 1,5 cm de ancho. Las brácteas de la umbela son lanceoladas lineales, enteras, scariosas, las del involucelo similar y más pequeño, pero igual o superior ligeramente los pedúnculos. Rayos primarios 2-14 cm de largo. Flores llenas de pedicelos aproximadamente de 5 cm de largo, blancos.

## Taxonomía
Haplosciadium abyssinicum fue descrita por Christian Ferdinand Friedrich Hochstetter y publicado en Flora 27: 20. 1844.
Sinonimia
- Trachydium abyssinicum (Hochst.) Hiern	[3]